# Liste der Monuments historiques in Wilwisheim
Die Liste der Monuments historiques in Wilwisheim führt die Monuments historiques in der französischen Gemeinde Wilwisheim auf.

## Liste der Bauwerke
| Bezeichnung    | Beschreibung | Standort              | Kennzeichnung | Schutzstatus | Datum | Bild           |
| -------------- | ------------ | --------------------- | ------------- | ------------ | ----- | -------------- |
| Schloss Wangen | 1669 erbaut  | Rue du Château (Lage) | PA67000062    | Inscrit      | 2003  | weitere Bilder |

## Liste der Objekte
| Bezeichnung              | Beschreibung                                                                                              | Standort                       | Kennzeichnung | Schutzstatus | Datum | Bild |
| ------------------------ | --- | ------------------------------ | ------------- | ------------ | ----- | ---- |
| Reliequienbild           | mit Reliquien des heiligen Stephans und des heiligen Laurentius; Seide, Golddraht, vergoldetes Holz, 1677 | in der Kirche St-Martin (Lage) | PM67000942    | Classé       | 2005  |      |
| Schale und zwei Kännchen | Silber, vergoldet, drittes Viertel des 18. Jahrhunderts; zugehöriger Kelch 1947 gestohlen                 | in der Kirche St-Martin (Lage) | PM67000941    | Classé       | 2005  |      |